# دي ولز
دي ولز (بالإنجليزية: Alberta Wells)‏ هي صحفية أمريكية، ولدت في 19 مارس 1925 في رود آيلاند في الولايات المتحدة، وتوفيت في 24 يونيو 2003.

## وصلات خارجية
- دي ولز على موقع الموسوعة البريطانية (الإنجليزية)